# Ortaffa
Ortaffa is een gemeente in het Franse departement Pyrénées-Orientales (regio Occitanie). De plaats maakt deel uit van het arrondissement Perpignan. Ortaffa telde op 1 januari 2022 1.889 inwoners.

## Geografie
De oppervlakte van Ortaffa bedroeg op 1 januari 2022 8,49 vierkante kilometer; de bevolkingsdichtheid was toen 222,5 inwoners per km².

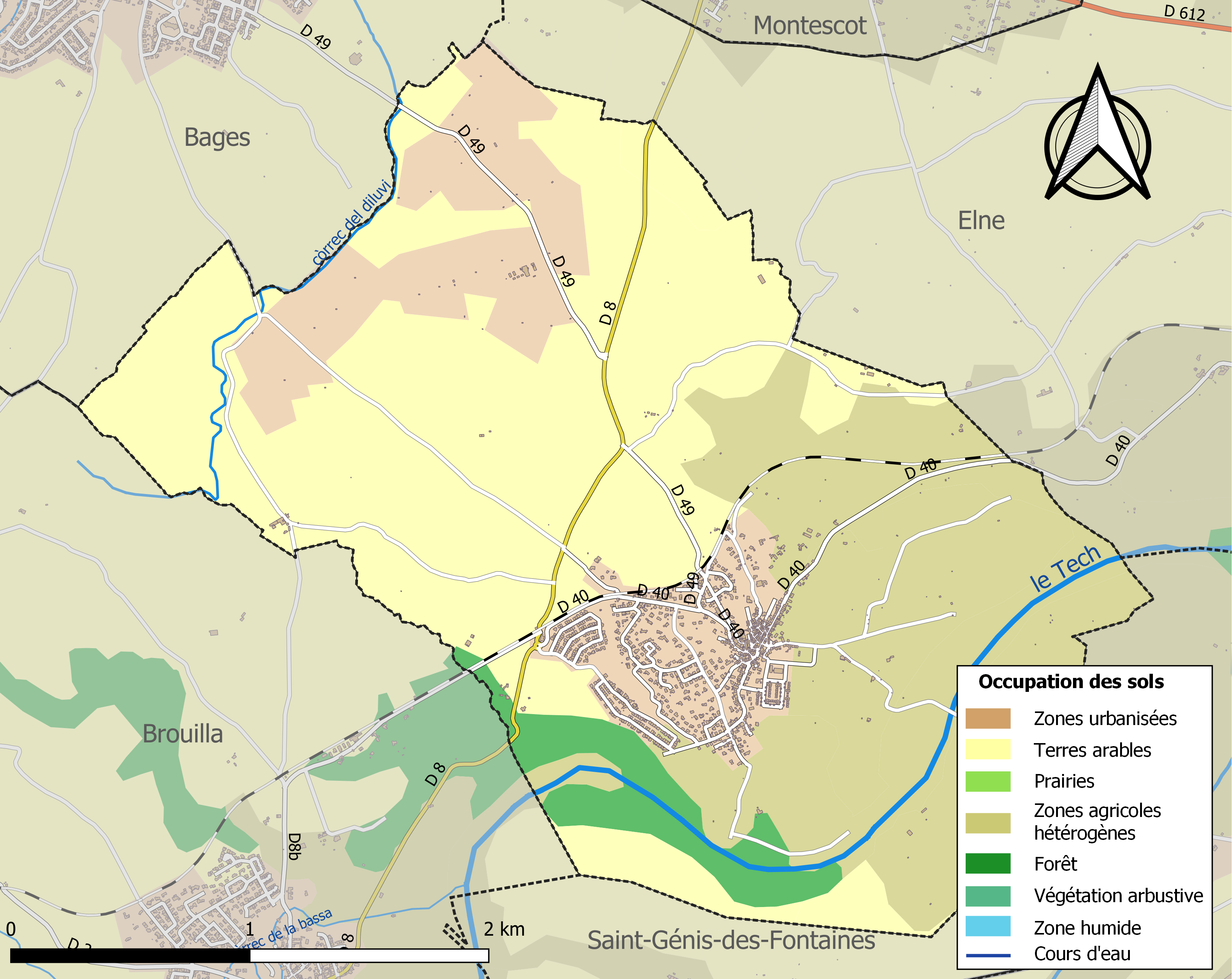
Kaart van de gemeente met de belangrijkste infrastructuur, bodemgebruik en omliggende gemeenten

## Demografie
Onderstaande figuur toont het verloop van het inwonertal (bron: INSEE-tellingen).